# 89
Cette page concerne l'année 89  du calendrier julien. Pour l'année 89 av. J.-C., voir 89 av. J.-C. Pour le nombre 89, voir 89 (nombre).
L'année 89 est une année commune qui commence un jeudi.

## Événements
- 1er janvier: Antonius Saturninus, légat de la Germanie supérieure, proclamé empereur par ses deux légions[1] à Mogontiacum, se révolte avec l'alliance des Chattes. Les légions d'Argentorate[2] et de Vindonissa[3] restent loyalistes[4].
- 12 janvier : Domitien quitte Rome pour réprimer la révolte de Saturninus, pendant que Trajan doit préparer l'attaque à partir de la Tarraconaise avec la Legio VII Gemina[4].
- Avant le 29 janvier : Saturninus est débordé et battu par son collègue loyaliste de Germanie inférieure Aulus Bucius Lappius Maximus, sans avoir pu obtenir le soutien des Chattes, bloqués par le dégel du Rhin. Lappius Maximus brûle alors de nombreux documents compromettants. À leur arrivée en Germanie, les troupes de Domitien et Trajan mènent des opérations punitives contre les Chattes qui se soumettent[4].
  - Prenant prétexte de la révolte d'Antonius Saturninus, Domitien terrorise l’aristocratie, ordonnant l’exécution de nombre de ses membres, accusés de trahison, et confisquant leurs biens, qui lui permettent de payer ses dépenses de plus en plus importantes. Les philosophes, les Juifs et les chrétiens, accusés de lèse-majesté, subissent le même sort[4].
- Printemps : campagnes danubiennes de Domitien (89-92)[5]. Les Romains sont battus par les Marcomans en Pannonie[6]. Domitien mène en personne des opérations désastreuses contre les Iazyges et les Quades révoltés. Un traité signé avec Décébale, roi des Daces sanctionne le statu quo[7]. Décébale accepte de se reconnaître client de l’empire, mais omet de rendre les prisonniers et les étendards des légions[8].
- Juin : expédition du général chinois Dou Xian (en) contre les Xiongnu ; il vainc le Chanyu du Nord à bataille des Monts Altai ; 13 000 soldats Xiongnu sont tués et 200 000 autres, appartenant à 81 tribus différentes, se rendent aux Han[9].
- Novembre : Domitien célèbre son triomphe sur les Daces et les Germains[5].
- Une légion de 6000 hommes est déployée au camp, Aquincum, future Budapest[10].

## Décès en 89
- Antonius Saturninus.